# Argidia alonia
Argidia alonia là một loài bướm đêm trong họ Noctuidae.